# Gundremmingen
Gundremmingen er en kommune i Landkreis Günzburg i Regierungsbezirk Schwaben i den tyske delstat Bayern. Den er en del af Verwaltungsgemeinschaft Offingen.
Gundremmingen ligger i landskabet Donauried i nærheden af floden Mindels udløb i Donau.